# Eunica veronica
Eunica veronica är en fjärilsart som beskrevs av Bates 1864. Eunica veronica ingår i släktet Eunica och familjen praktfjärilar. Inga underarter finns listade i Catalogue of Life.